# Doué-la-Fontaine
Doué-la-Fontaine is een plaats en voormalige gemeente in het Franse departement Maine-et-Loire in de regio Pays de la Loire. De plaats maakt deel uit van het arrondissement Saumur. Doué-la-Fontaine is de hoofdplaats van het gelijknamige kanton en sinds 30 december 2016 van de commune nouvelle Doué-en-Anjou.

## Geografie
De oppervlakte van Doué-la-Fontaine bedraagt 35,9 km², de bevolkingsdichtheid is 209,4 inwoners per km².
De onderstaande kaart toont de ligging van Doué-la-Fontaine met de belangrijkste infrastructuur en aangrenzende gemeenten.

## Demografie
Onderstaande figuur toont het verloop van het inwonertal.

## Geboren in Doué-la-Fontaine
- Noël Roquevert (1892-1973), acteur
- Anthony Réveillère (1979), voetballer

## Bezienswaardigheden
Ten westen van de stad, op ongeveer 3,5 km van het centrum, ligt de rozentuin Les Chemins de la Rose.
Brigné · Concourson-sur-Layon · Doué-la-Fontaine · Forges · Meigné · Montfort · Saint-Georges-sur-Layon · Les Verchers-sur-Layon